# 다 함께 차차차 (2009년 드라마)
《다 함께 차차차》는 나의 아저씨이다. 피 한 방울 섞이지 않은 두 여자가 가족으로 살아가는 모습을 통해 진정한 가족애가 무엇인지를 다루었다.
한편, 캐스팅 문제 때문에 어려움을 겪었는데 주인공 물망에 오른 견미리가 영화 《거북이 달린다》 촬영 스케줄과 맞물려 고사한 데다 조연 물망에 거론됐던 김자옥이 MBC 일일시트콤 《지붕뚫고 하이킥!》에 캐스팅되어 거절한 바 있었다.

## 등장 인물

### 쌍과부집
- 심혜진: 하윤정 역 - 박정녀의 둘째 며느리
- 박해미: 오동자 역 - 박정녀의 큰 며느리
- 김영옥: 박정녀 역
- 이청아: 한수현 역 - 하윤정의 딸
- 오만석: 한진우 역 - 오동자의 아들
- 박한별: 한진경 역 - 오동자의 딸

### 이교장 댁
- 최주봉: 이 교장 역
- 김보미: 이정숙 역 - 이 교장의 여동생
- 이종수: 이철 역
- 이중문: 이한 역

### 유니콘 그룹 가족
- 홍요섭: 강신욱(한태수) 역- 강나윤의 의붓아버지, 한수현의 친부
- 이응경: 나은혜 역
- 조안: 강나윤 역 - 나은혜의 친딸이자 강신욱의 의붓 딸
- 서지희: 강나정 역 - 강신욱과 나은혜 사이에서 태어난 딸

### 그 외 인물
- 이종원: 이준우 역
- 김병만: 문군 역
- 정성운: 민경현 역
- 이현경: 장 이사 역
- 김경룡: 배용준 역
- 한설아: 미경 역
- 지주연: 정선정 역
- 김경룡
- 백신
- 조선옥: 민주 역
- 최일화

## 수상
- 2009년 KBS 연기대상 일일극부문 남자 우수연기상 오만석
- 2009년 KBS 연기대상 일일극부문 여자 우수연기상 조안

## 시청률
최저 시청률과 최고 시청률은 시청률 조사회사와 지역별로 시청률에 차이가 있을 수 있습니다.
| 2009년 | 2009년   | 2009년         | 2009년       | 2009년         | 2009년       |
| 회차   | 방송일   | TNmS 시청률    | TNmS 시청률  | AGB 시청률     | AGB 시청률   |
| 회차   | 방송일   | 대한민국(전국) | 서울(수도권) | 대한민국(전국) | 서울(수도권) |
| ------ | -------- | -------------- | ------------ | -------------- | ------------ |
| 제1회  | 6월 29일 | 13.2%          | 13.9%        | 15.2%          | 17.0%        |
| 제2회  | 6월 30일 | 16.1%          | 17.5%        | 15.2%          | 17.0%        |
| 제3회  | 7월 1일  | 22.6%          | 19.6%        | 12.3%          | 19.6%        |
| 제4회  | 7월 2일  | 16.0%          | 17.3%        | 15.1%          | 16.5%        |
| 제5회  | 7월 3일  | 16.4%          | 17.0%        | 17.5%          | 19.0%        |
| 제6회  | 7월 6일  | 18.3%          | 19.4%        | 17.8%          | 19.8%        |
| 제7회  | 7월 7일  | 18.1%          | 19.3%        | 17.0%          | 18.7%        |
| 제8회  | 7월 8일  | 20.2%          | 20.7%        | 18.3%          | 20.2%        |
| 제9회  | 7월 9일  | 18.9%          | 20.1%        | 18.7%          | 20.9%        |
| 제10회 | 7월 10일 | 20.7%          | 21.8%        | 19.7%          | 21.6%        |
| 제11회 | 7월 13일 | 22.0%          | 23.5%        | 20.0%          | 22.8%        |
| 제12회 | 7월 14일 | 22.4%          | 23.3%        | 19.3%          | 21.1%        |
| 제13회 | 7월 15일 | 21.7%          | 21.6%        | 19.0%          | 19.8%        |
| 제14회 | 7월 16일 | 23.5%          | 24.4%        | 20.7%          | 23.1%        |
| 제15회 | 7월 17일 | 20.7%          | 21.1%        | 19.0%          | 20.7%        |
| 제16회 | 7월 20일 | 23.4%          | 23.4%        | 20.6%          | 22.8%        |
| 제17회 | 7월 21일 | 23.5%          | 24.0%        | 20.7%          | 22.6%        |
| 제18회 | 7월 22일 | 22.1%          | 23.0%        | 20.2%          | 22.2%        |
| 제19회 | 7월 23일 | 23.3%          | 23.9%        | 21.5%          | 22.8%        |
| 제20회 | 7월 24일 | 22.9%          | 23.3%        | 20.9%          | 22.3%        |
| 제21회 | 7월 27일 | 20.6%          | 21.5%        | 20.1%          | 21.8%        |
| 제22회 | 7월 28일 | 19.1%          | 20.5%        | 19.3%          | 20.5%        |
| 제23회 | 7월 29일 | 20.5%          | 21.2%        | 19.4%          | 20.9%        |
| 제24회 | 7월 30일 | 26.7%          | 27.9%        | 25.5%          | 28.0%        |
| 제25회 | 7월 31일 | 20.5%          | 21.2%        | 19.4%          | 20.9%        |
| 제26회 | 8월 3일  | 20.5%          | 21.2%        | 19.4%          | 20.9%        |
| 제27회 | 8월 4일  | 20.5%          | 21.2%        | 19.4%          | 20.9%        |
| 제28회 | 8월 5일  | 20.5%          | 21.2%        | 19.4%          | 20.9%        |
| 제29회 | 8월 6일  | 20.5%          | 21.2%        | 19.4%          | 20.9%        |
| 제30회 | 8월 7일  | 20.5%          | 21.2%        | 19.4%          | 20.9%        |

## 연장
- 다함께 차차차 방영 분량이 130부작에서 25회 연장되어 155부작으로 변경 및 확정되었다.

## 참고 사항
- 드라마의 촬영지가 오리온 그룹 사옥이기도 하고, 극중에 나오는 '유니콘 그룹'은 오리온 그룹과 주력 계열사, 중국 시장 진출, 경영진의 면모 등 여러 면에서 흡사하다.
- 하윤정 역으로 나온 심혜진은 <다 함께 차차차>에 앞서 SBS <소풍가는 여자>로 첫 일일극 출연을 할 뻔 했으나 상대역으로 거론된 최민수의 하차 소식이 알려지자 출연을 포기해 버렸다.[6]
- 오동자 역으로 나온 박해미는 <다 함께 차차차>를 통해 첫 일일극 출연을 했으며 KBS 2TV <돌아온 뚝배기>로 처음 일일극에 출연할 예정이었지만 뮤지컬 <진짜 진짜 좋아해>의 주인공으로 캐스팅되면서 거절했고[7] 당시 박해미 자리에는 이일화가 대타로 들어갔다.
- 한수현 역을 맡았던 이청아는 <다 함께 차차차>로 첫 일일극 출연을 했는데 이 작품에 앞서 MBC <사랑은 아무도 못말려> 여주인공 물망에 올랐으나[8] 영화 촬영 등의 이유로 고사했다.
- 억지설정과 갈등을 만들어내고 제대로 정리가 안 된 데 이어 어정쩡한 해피엔딩으로 끝냈다는 혹평이 쏟아졌다.[9]
- 검정고무신의 제작 과정이 나왔다.

## 같이 보기
- 태희 혜교 지현이(MBC)
- 지붕뚫고 하이킥!(MBC)
- 밥 줘(MBC)
- 살맛 납니다(MBC)
- 두 아내(SBS)
- 아내가 돌아왔다(SBS)